# Hrușivka, Tokmak
Hrușivka (în ucraineană Грушівка) este un sat în comuna Kirove din raionul Tokmak, regiunea Zaporijjea, Ucraina.

## Demografie
Componența lingvistică a localității Hrușivka
     Ucraineană (87,72%)
     Rusă (12,28%)
Conform recensământului din 2001, majoritatea populației localității Hrușivka era vorbitoare de ucraineană (87,72%), existând în minoritate și vorbitori de rusă (12,28%).